# Пантелеимон (Афанасиадис)
Архиепи́скоп Пантеле́имон (греч. Αρχιεπίσκοπος Παντελεήμων, в миру Панайотис Афанасиадис, греч. Παναγιώτης Αθανασιάδης; 1870, Аргос — 10 января 1948) — епископ Иерусалимской православной церкви, архиепископ Неапольский.
В 1920-е годы жил в США, собирая средства для Иерусалимской православной церкви.

## Биография
В 1897 году был рукоположён в сан диакона, а в 1900 году окончил Богословскую школу Святого Креста в Иерусалиме.
В 1905 году был рукоположён в сан священника, а в 1907 году возведён в сан архимандрита.
В 1907 году назначен экзархом Святого гроба в Таганроге.
В 1909 году назначен экзархом Святого гроба в Константинополе.
В 1910 году он был назначен настоятелем (игуменом) монастыря в Гефсимании.
В ноябре 1917 года в Дамаске он был похищен турецкими силами, отступавшими по напором англичан. Он вернулся в Иерусалим в 1918 году.
25 августа 1921 года был рукоположён во епископа Неаполького (Неаполь в Палестине, ныне Наблус) с возведением в сан архиепископа.
Уехал в США в качестве представителя Иерусалимского Патриархата для участия в конференции Епископальной Церкви, которая проходила в Портленде, штат Орегон, куда прибыл в начале сентября 1922 года. По завершении конференции, архиепископ Пантелеимон оставался в США, в основном с целью сбора денег для Святой Земли.
В декабре 1922 года он сообщил, что встретил американского президента Уоррена Хардинга, которого архиепископ сделал «Рыцарем ордена Гроба Господня», и подарил ему осколок древа Истинного Креста, заключенный в золотой коробке с бриллиантами.
Архиепископ Пантелеимон в интервью газете Bridgeport Telegram от 12 ноября 1923 года сообщал, что

[Первая] мировая война и русская революция являются главными причинами, почему Восточная православная церковь не в состоянии выполнять свою священную миссию так, как она должна и стремится. В прежние времена 10000 паломников из степей России приезжали в Иерусалим каждый год чтобы поместить свои сбережения в нашу казну, что позволяло нам сохранить от вреда места и сохранить память Господа нашего, а сегодня никто не приходит в Иерусалим.
Оригинальный текст (англ.)The World War and the Russian revolution are the chief reasons why the Eastern Orthodox church is unable to carry out its sacred trust as it should and endeavors to. Whereas 10,000 pilgrims from the steppes of Russia came to Jerusalem to place their life savings in our coffers each year to enable us to keep from harm the places and keep alive the memory of Our Lord, not one comes to Jerusalem today.

Архиепископ Пантелеимон также пояснил, что у Иерусалимской Патриархии были земельные владения в России, Турции и Румынии, и в каждом случае правительства этих государств конфисковали землю. Это практически лишило Патриархию источника дохода.
Действия архиепископа Пантелеймона в Соединённых Штатах привели к жалобам по поводу вмешательства в дела греческой Американской архиепископии. 12 марта 1924 года Патриарх Константинопольский Григорий VII писал Патриарху Иерусалимскому Дамиану о вмешательстве архиепископа Пантелеимона. В сентябре 1924 года иерарх Константинопольского Патриархата епископ Чикагский Филарет (Иоаннидис) жаловались своему начальнику, архиепископу Американскому Александру (Димоглу), на незаконное проникновение Архиепископа Пантелеимона на его каноническую территорию.
Вскоре после этого, в ноябре, архиепископ Пантелеймон и митрополит Антиохийской православной церкви Захария (Авран) хиротонисали Виктора (Абу-Ассаля) во епископа, который был избран первым главой новой Антиохийской архиепископии в Северной Америке.
Архиепископ Пантелеимон также рукоположил в сан священника молодого грека Иоанна Николаидиса, который впоследствии вернулся в Грецию и стал Афонским аскетом, старцем Иоакимом из скита Святой Анны.
Архиепископ Пантелеимон оставался в Соединённых Штатах в течение ряда лет. В январе 1931 года он был отозван Иерусалимским Патриархатом.
Скончался 10 января 1948 года